# 武装中学生
武装中学生（ぶそうちゅうがくせい、バスケット・アーミー）は、エンターブレインが発足した野島一成によるXXolution project：第1弾のコンテンツ。また、それを中心としたクロスメディア作品。

## 概要
『ファイナルファンタジーシリーズ』などで知られるシナリオライターの野島一成により発足されたコンテンツ。物語の舞台は近未来2026年の日本。防衛教育組織の生徒達が物語のキーパーソンとなり展開される。

## 世界観
野島による原作の小説では、経済大国の座から滑り落ち、ようやく変化の兆しが見え始めた日本として語られる。防衛を担った教育を取り入れた現代より少し未来をイメージした2026年という設定のもとに肉づけがなされる。荒廃していく日本で、防衛体制を整える政策の一環として設立した東都防衛学院とその生徒達は、自らが理想とする世界に進むべくカリキュラムに取り組むのがあるべき姿だったが、前代未聞の事件が起き、抵抗した彼らは、世間から「武装中学生」と揶揄されるきっかけとなった。

## あらすじ
<<ラン>>の実験成功から物語は始まる。
高千穂バイオテックがフランスの会社のオーベルに買収されてしまい、<<ラン>>の海外流失を阻止したかった滝沢智則は<<ラン>>とその研究データを持ち出した。それが発覚するとオベールは、傭兵派遣も行っているセキュリティ会社のトライデントに、回収を依頼した。本社からクリス・アリオー、トーチ、ガブリエル・ダンドリー、ジョルジュ・吉田の４名のエージェントが派遣される。滝沢の妻である滝沢考子の動向をトライデントの日本支社のスタッフは監視し、留守の時に部屋に忍び込むが考子が帰ってきてしまうという想定外のことがありつつも手がかりを掴む。滝沢は考子の姉で自衛隊員の神谷公子に接触をとっていた。神谷は私立東都防衛学院 中等部 三年二組の夏季総合演習の教官を担当していて、国防ロボット研究について講義してもらうという約束で会うことになっていた。トライデントのエージェント達はそれを盗聴で知り、先回りする。
二〇二六年八月一日、三年二組の夏季総合演習、最後の日。滝沢は演習場に訪れた。しかし、先回りしていたトライデントのエージェント達が目的の物を手に入れようと銃を発泡し、滝沢や神谷だけではなく生徒たちも含む居合わせた者たちが死傷する。
滝沢と過去に面識を持っていた名取トウコは、死の淵にいる滝沢から最後となる頼みを聞き、自分たちが誰に、なぜ襲われたのかもわからないまま、ひとまず逃亡した。滝沢が持ってきたクーラーボックスは、黒部カズキが持つことになる。だが、カズキは気づいていなかったが中身はない。それを知らずカズキは、狩野ナナミを連れて別行動を取る。トウコは、瀬波ヒカリ、高津ヨウジ、松浦アン、鶴見タロウと一緒だった。すぐ合流地点で、吉野サトシがやってきた。カズキが持っていったクーラーボックスの中身と共にである。当初、滝沢からの預かり物を運んでいたサトシが転んだ際に、飛び出てきたのがきっかけで中身は取り出されていたのだった。
神谷の容態を確かめるために、病院にトウコだけで向かうが、「敵」がいたため捕まえられそうになる。そこを学院の生徒を保護するように依頼されていたセキュリティ会社のケイコム御殿場支店の社員に助けられる。ケイコム御殿場支店には夫の会社の社長から本人に知らされず警護を依頼され、危機を救われた考子もいた。ケイコムの御殿場支店にもエージェントが覆面をして現れ戦闘となる。死傷者がここでも出る。一方、残った５人も狙われた。その場に居合わせた副担当教官が犠牲となり、逃げ出すことはできたが、<<ラン>>のサンプルは向こうに渡る。けれどもサンプルには寿命があったのと、研究データは無事だったこともあり事なきを得る。考子とトウコ、ヒカリ、ヨウジ、サトシ、アン、タロウは合流したことで、<<ラン>>の用途と価値、追ってくるのがオベールの手先であることを知る。一同は身を潜めるために、東京へ向かった。
その途中、トライデントのエージェントから逃げる際にトウコが銃を撃った場面が、彼女が犯人一味であるかのように加工された動画が出回っているのを知った。また、カージャックをして移動したカズキ達の姿を被害者が写したものも拡散され、中学生によるテロ犯行が起きているかのように情報操作されはじめる。だが、今だに演習場での事件は報道されていなかった。さらに学院や生徒の関係各所に、警視庁警備局という捜査員たちが現れるが味方なのか敵なのか……。銃を持ち偏った思想を持って事件を起こしたように印象操作され「武装中学生」と呼ばれることになった少年少女たちは、自分たちを「バスケット・アーミー」と名乗ることにした。
一体、<<ラン>>は誰の手に渡るのだろうか。

## 登場人物（バスケット・アーミー）

### 東都防衛学院

#### 生徒
名取トウコ（なとり - ）
声 - 小清水亜美
下の名前の漢字での表記は、「刀子」。女性。15歳。158cm。A型。2011年8月1日生まれ。ヘアスタイルは白いカチューシャをし、後ろの長髪をひと房に束ねている。
東都防衛学院中等部（以下、東防中）三年二組第三小隊の小隊長を務めており、学年代表でもある。実技、座学とも成績優秀。父親は防大出身の陸自幹部。それが縁で自衛隊とのツテを求めて接触してきた滝沢と出会った。周囲には隠しているがロボットアニメ好き。滝沢とスサノオに憧れを抱いて、防衛学院を進学先に選んだ理由もそのため。死んでしまった彼の意をくみ、トライデントの手に《ラン》とデータが渡るのを阻止しようとする。真面目でしっかりもののようだが、年相応に弱いところがある。
黒部カズキ（くろべ - ）
声 - 梶裕貴
下の名前の漢字での表記は、「一樹」。男性。14歳。170cm。A型。2012年2月3日生まれ。ヨウジ同様に最近流行の長めの前髪で、ウェーブがかかった頭髪が特徴。
幼少の頃から施設に預けられていたが、親の死をきっかけに遺産で東防中に進学。両親の死に間接的に関わっていて、その直接の実行者である遠山ケンジという同じ施設の卒園児を慕っていたが、彼は小さな事件（ニュースでは事故扱い）で死んでしまったこともあり、自分はもっと大きなことをしたいと考えている。学院での成績は優秀だが、自身の能力向上に対して執念のようなものを感じると担当教官から評されている。そんなこともあってかトウコに嫉妬心を持つ。口は達者だが、実践で銃の引き金を引く時、躊躇いを見せた。
瀬波ヒカリ（せなみ - ）
声 - 東山奈央
下の名前の正確な表記は、平仮名で「ひかり」。女性。14歳。150cm。A型。2012年3月28日生まれ。眼鏡をかけたショートヘアーで、気弱そうな顔をしている。小柄な体格。
社会的成功をおさめている家族に、物心ついたころから劣等感だけを抱いてきた。元々、東防中に進学をする気はまったくなく、同い年の従姉妹が受けるというので一緒に選んだのが理由だったが、従姉妹は別の学校を受け、ヒカリだけが入学した。成績は低空飛行。小学校では煙たがられていて、東防中でもあまり親しく接する人物はいないが、自分の心のしこりを肯定的に捉えてくれたこともあってトウコを慕っており友人ではあるが敬語を使ってしまう。トライデントの追跡から逃れる際、撃った銃が人に当たってしまったことで、私が殺したんだと苛まれる。
高津ヨウジ（たかつ - ）
声 - 室元気
下の名前の漢字での表記は、「陽次」。男性。14歳。157cm。AB型。2011年12月23日生まれ。表情はわかりにくく、すべて口の端を歪めることで表現する。カズキと同様に前髪は流行の長め。
兄がいたが幼いうちに事故で亡くなり、母は精神を病み、二人で頑張ろうといった父は浮気をした。東防中への入学前にそれらの家庭の問題は解消されたが、すでにひねくれた性格になっていた。接触に迷惑そうに振舞うところをアンに気に入られており、傍にいることが多い。ネット依存者で演習には持ち込み禁止の通信機器を密かに所持しており、普段から利用しているコミュニティサービスに、ひそかに演習場での襲撃について書き込んでいる。サイトの権限者と交流で、その正体が滝沢の関係者の夏希とわかり、《ラン》の明け渡し予定先を調べるのに協力を求めるに至った。
吉野サトシ（よしの - ）
声 - 古川慎
下の名前の漢字での表記は、「敏」。男性。15歳。165cm。O型。2011年6月22日生まれ。鼻の頭にそばかすがある。
自衛官である父親の影響で、東防中に進学を決めていた。アニメと特撮モノが好きな、ごくごく普通の中学生。性格は単純明快で友人も多い。しかし他人の気持ちに配慮が足りない発言も多く、本人も言った後に後悔することがしばしば。過去にも親の離婚で国籍の変わった友人にデリカシーなく失言してしまっている。それも含め普段から外国に対して偏見を持ちぎみで、このことからタロウが国籍について明かしづらかった点である。思いついたことに対する行動力があるが、先のことを考えずに実行する傾向が有り、悪意はないが軽率さが目立つ。
松浦アン（まつうら - ）
声 - 平田真菜
下の名前の漢字での表記は、「杏」。女性。14歳。157cm。O型。2011年11月24日生まれ。黒髪ストレートヘアで、キリッとした目元をしている。
昔ヒット曲を世に出したロック歌手と帰国子女の間に生まれた。親の夫婦仲は不仲で別居状態。父親は日々酒浸りでヒット曲の印税で暮らし、母親に怒鳴ることがあったらしい。離婚届は母親側にあり、あとは出すだけの状態。小学5年生の頃に父親の知り合いの写真家に、きわどい衣装の写真集を出されそうになったことがあって以来、自分が汚れている気がしている。東防中で出会ったヨウジに絡むのもそのことがあった影響で、正しく葛藤している反応を好ましいと感じている。一方、父親について最低な父親だと嫌いながらも、愛想までは尽かしていないようだ。
狩野ナナミ（かりの - ）
声 - 三森すずこ
下の名前の漢字での表記は、「七海」。女性。15歳。156ｃｍ。O型。2011年5月23日生まれ。髪型はツインテール。ルックスに恵まれ、ダンスもそこそこ得意のわりに、歌が下手でオーディションにちっとも受からない。
学院のアイドル的な存在で、実際にアイドルを目指している。東防中への進学理由はアイドルになった時に面白い経歴だと評価されるため。同じようにアイドルを夢を見ていた姉は、すでにタレントとして活躍しているが、姉妹だということは東防中では同じ小学校の卒業生以外には隠している。家族が夢に向かうことに夢中で、自分は取り残されるんじゃないかという気持ちがある。それもあって必要とされると弱い傾向がある。
鶴見タロウ（つるみ - ）
声 - 小田柿悠太
下の名前の漢字での表記は、「太郎」。男性。14歳。175cm。O型。2011年10月3日生まれ。大きな体格どおり食欲旺盛。目が細い。小さい字がいっぱい書いてある読み物が好き。
中国人の父と日本人の母の間に生まれたが、彼が二重国籍であることはあまり口外していない。国籍のことで周囲ともめないためである。同じ班のトウコには打ち明けた（タロウの推測ではそれでヒカリも知っている）。サトシと仲が良く、一年生からの親友だが、国籍のことは言い出せずにいた。東防中を選んだのは父の強くなれという漠然とした意見から。中国に行ったことはなくて中国語が喋れなくても中国籍であることは、時として悩みの種であるようだ。

#### 教職員
奈良原光明（ならはら みつあき）
東都防衛学院の学園長。演習場の襲撃されたというのに、生徒の死の発表を伏せさせられ、行動を監視されているが、生き残ったトウコ達の身を案じている。
北野聡太（きたの そうた）
東防中第三小隊の三年二組の担当教官。
服部誠（はっとり まこと）
東防中第三小隊の三年二組の副担当教官。

#### 関係者
神谷公子（かみや きみこ）
声 - 齋藤恵理
陸上自衛隊三等陸尉。東都防衛学院生徒が参加する演習で担当教官を務める。生徒からは一年に一度しか会わない相手にもかかわらず、「鬼」と呼ばれ、恐れられている。性格は明朗快活。滝沢は高校時代の同級生で、妹の婿である関係。トウコには、滝沢と知り合いであること、妹と名前が似ていること、そして性格を気に入り、親近感を覚えている。

### トライデント社

#### 本社のエージェントチーム
クリス・アリオー
声 - 井上喜久子
正式にはクリステル・アリオー。女性。160cm。B型。フランス国籍の小柄な白人。《ラン》を奪回するため、トライデンント社が日本に派遣したエージェントのリーダー。性格は沈着冷静、と言えば聞こえはいいが、実際は冷酷無情。
ガブリエル・ダンドリー
声 - 金光宣明
男性。192cm。B型。フランス国籍の白人。トライデント社が日本に派遣したエージェントの一人。性格は粗野で凶暴。
トーチ
声 - 安元洋貴
男性。197cm。A型。フランス国籍の黒人。ルーツはボツワナで、祖父の代に渡仏。トライデント社が日本に派遣したエージェントの一人。性格は穏やか。
ジョルジュ・吉田
男性。クリスらのミッションのコーディネートを請け負う。トライデント本社に所属し、アジア地区を担当している。複数言語を操る。容姿端麗なハーフ。幼少時、短期間だが日本に住んでいたが、ハーフであることを理由にいじめられてたようだ。自分達に抵抗するトウコに執着し、トウコ達から嫌悪感と怒りをかう。

#### 日本支社
田之倉秋峰（たのくら しゅうほう）
トライデント社日本支社の社員。ボディーガード・セクション担当。本社が派遣してきたエージェントを快く思っていない。コーディネート・セクションの3人とは協力関係で、身を隠した滝沢智則を探すため、滝沢孝子を見張る。
藤巻晃（ふじまき あきら）
トライデント社日本支社の社員。コーディネート・セクション担当。
赤塚大紀（あかつか だいき）
トライデント社日本支社の社員。コーディネート・セクション担当。
町田達郎（まちだ たつろう）
トライデント社日本支社の社員。コーディネート・セクション担当。

### 高千穂バイオテック
滝沢智則（たきざわ とものり）
声 - 水島大宙
高千穂バイオテック研究員だったが、日本の独自技術で世界を驚かせるためにと開発したに《ラン》が海外に流出するのを防ぐため夏希の手を借り、研究データとともに、勝手に持ち出す。タケチという相手に託そうとしたが、その所在を知る神谷公子にコンタクトを取るため演習場に現れると同時に、事前に察知して待ち伏せていたクリス達の銃弾に打たれ死亡。神谷とは高校時代の同級生で、その妹の孝子と結婚しており義理の弟の立場。性格は温和。トウコとは知り合いで、日本を防衛するロボットについて熱く語る姿が、一度だけ会った彼女にとって初恋となった。眼鏡をかけている。髪には寝癖があるのが常だった。
宇田夏樹（うだ なつき）
高千穂バイオテックの社員。ハッカー。滝沢が《ラン》とそのデータを持ち出すのを協力する。ヨウジもよく利用しているコミュニティサービスの権限者で、投稿の采配には彼のような信奉者もいる。ヨウジの書き込みから武装中学生の事件の情報を求め、隠匿されてしまった情報を最初に書き込んだ彼に連絡を取ろうとする。
宗田武（そうだ たけし）
学生時代の後輩である滝沢智則を誘い、スサノオ・インダストリーを立ち上げる。その後、高千穂光学の傘下に入り、高千穂バイオテックの社長を務める。滝沢の起こした行動に、オベール社が孝子にも接触する可能性を考え身を隠すことを助言するが、本人が普段通りに演じるという選択したので、説得は諦め護衛をケイコムに依頼した。

### ケイコム
薄井拓也（うすい たくや）
ケイコムの社員でパーソナル・サービス部所属。考子の身辺警護しており、その際に死亡する。
桑野薫（くわの かおる）
ケイコムの社員で御殿場支店の北西エリア主任。トウコを見つけ出し保護し、ケイコム御殿場支店まで連れてくる。その際に死亡する。
仁科カホル（にしな - ）
ケイコムの社員で本社の東都防衛学院システム担当。薄井拓也とは婚約関係。
朝比奈良平（あさひな りょうへい）
ケイコムの社長。

### 事件当事者の家族
滝沢孝子（たきざわ こうこ）
滝沢智則の妻であり、神谷公子の妹。姉とは対照的に、見た目も性格も控えめで物静か。夢を追う夫の精神的に支える。姿をくらませた夫を追う連中に身柄を確保されるが、宗田の依頼で知らないうちに身辺警護をされていたケイコムの社員に助けられる。
名取一（なとり はじめ）
声 - 宮林康（ナレーション（オーディオドラマ）と兼務）
トウコの父親。自衛隊での階級は陸将補。娘の味方であろうとする。
名取かなこ（なとり かなこ）
声 - よのひかり
トウコの母親。（トウコ編 第1・2話）

## 用語
東都防衛学院（とうとぼうえいがくいん）
国家防衛教育法の施行に合わせ、中高一貫教育を行う私立の防衛学校として設立されたうちのひとつ。中等部では、一般基礎学と防衛基礎学を学ぶ。#東都防衛学院も参照。
《ラン》
正式には『Regeneratable　Artificial nerve』。可再生人工神経の頭文字を取ってRANと呼ばれている。人間で言うところの神経線維で、傷ついても自分に備わった治癒能力で再生できる。戦闘用ロボット「スサノオ」の汎用伝送ケーブルとして開発されたシステムであり、デジタル情報やエネルギーが流れるケーブルなら、ほぼ全てに応用可能とされている。見た目はホワイトアスパラだとかギョウ虫だとか人によってはイメージされる。
高千穂バイオテック（たかちほ - ）
スサノオ・インダストリーとして立ち上げた会社だったが、4年前に高千穂光学の傘下に入り、高千穂バイオテックとなった。《ラン》を用いた戦闘用ロボット「スサノオ」の開発研究をしていており、会社というよりは熱心な研究者の集まりという印象を人によってはもたらす。自衛隊に起用してもらうためのツテとして名取一に接触したこともある。求人広告には「一緒にロボットを作って侵略者から日本を守りませんか」と謳っていて、実際その内容に興味を惹かれて入社したものもいた。
トライデント　
フランスのセキュリティ会社。世界中に支社を持ち、日本にも1年前に支社を設立した。本国では傭兵派遣会社として知られている。傭兵の需要がない日本では民間相手の各種警護サービスが業務の中心。オベールの要請で、滝沢が持っていった《ラン》を入手するためエージェントを派遣した。
オベール
フランスの兵器メーカーでトライデントの親会社。《ラン》を目的に高千穂バイオテックを買収した。
ケイコム
日本の警備会社。東都防衛学院の警備も請け負っている。
バスケット・アーミー
トウコ達が決めた自分達の呼び名。元ネタはトウコ達が4、5歳の頃にEテレで放送されていたアニメの題名。その内容は、「両親と離ればなれになった少女が、傷ついた心と身体を癒す力のある猫をバスケットに入れて、その特殊能力に目をつけた敵軍に追われながらも戦場を旅し、最終回では少女は銃弾に倒れるが、成長した猫が生んだ子猫たちがまたバスケットにいれられて運ばれ、少女と猫に救われた兵士たちが自らを「バスケット・アーミー」と名乗り戦争終結のために戦場を巡り、少女の意思は引き継がれた」という作品。バスケットの代わりにクーラーボックス、猫の代わりに《ラン》という意味を込めている。

## 東都防衛学院
東都防衛学院は高等部と中等部から成り立ち東京都あきる野市に所在している。創設者・大白薫は学院創設時に、これから迎え入れる生徒たちを樹にたとえ“精英樹の育成”を目標とした4つの柱を教育理念に掲げた。
1. 泥水をすすり清らかさを湛える者になれ【清水の美しさ】
2. 土まみれになり智能を培うものになれ【大地の知恵】
3. 嵐の中に立ち風格を養う者になれ【嵐に負けぬ意思】
4. 光のない夜に燦爛たる輝きをはなつ精英樹となれ【陽光の輝き】

精英樹とは本来、周囲に比べて優れた個体で選抜されたものを指している。東都防衛学院を選び、志すその意志こそが、すでに精英樹である証であるとしたもので、精英樹の育成に対して大白は２つの意味をもたせた。幸せとは言えない世界を築けなかった大人の贖罪と生徒たちを待つ試練を意味としてこめているが、精英樹を選り分けるための手段ではなく、精英樹の苗木を成長させるための過程にいることを意図している。
二〇二六年時点では、生徒数540名生徒数540名（中等部：270名　高等部：270名）、学級数　18（中等部：9　高等部：9）、体育訓練施設が充実していて、銃器・弾薬保管庫といった施設も備えている。シンボルには国防を象徴する盾と、やたがらすを配している。

## 主要スタッフ
- 世界観・ストーリー - 野島一成
- アートディレクター - 河崎淳
- キャラクターデザイン - 明暮みつどき
- コンセプトビジュアル - 中野友和
- イメージボード - 相場良祐
- 音響監督 - たなかかずや
- 原案 - エンターブレイン

## 小説

### 武装中学生
『武装中学生』と書いて『バスケット・アーミー』と読む。公式サイトとE★エブリスタにて連載している野島一成による書き下ろしノベルが、XXolution projectが示す世界観の核であり、様々なメディアで展開する『武装中学生』の中心になる。2011年3月からはノベル版のコミカライズの連載がファミ通コミッククリアにて始動している。また、単行本がエンターブレインより刊行されている。サブタイトルはその章のはじめの文章から抜粋されている。アニメイト、とらのあな、エビテン限定で、カバー絵をアニメのものにし、ウェブ配信されていたオーディオドラマに撮り下ろしエピソードを収録したドラマCDが付属する特装版も発売された。
| タイトル                  | 発売日        | 初版発行日    | 収録話数          | ISBN                   |
| ------------------------- | ------------- | ------------- | ----------------- | ---------------------- |
| 武装中学生01 三年二組壊滅 | 2013年2月28日 | 2013年3月12日 | 1話 - 24話        | ISBN 978-4-04-728452-4 |
| 武装中学生02 死亡フラグ   | 2013年2月28日 | 2013年3月12日 | 25話 - 47話       | ISBN 978-4-04-728483-8 |
| 武装中学生03 テロリスト   | 2013年3月30日 | 2013年4月11日 | 48話 - 63話途中   | ISBN 978-4-04-728685-6 |
| 武装中学生04 友情症候群   | 2013年3月30日 | 2013年4月11日 | 63話途中 - 最終話 | ISBN 978-4-04-728686-3 |

### 武装中学生 2045 -夏-
エンターブレイン・ファミ通文庫から刊行。著者は岡本タクヤ。イラストは黒銀。野島版ノベル（原作小説）で描いている世界のおよそ20年後となる2045年の日本を舞台に、武装中学生の活躍を描く。
| タイトル               | 発売日         | 初版発行日    | ISBN                   |
| ---------------------- | -------------- | ------------- | ---------------------- |
| 武装中学生 2045 -夏-   | 2012年2月29日  | 2012年3月12日 | ISBN 978-4-04-727844-8 |
| 武装中学生 2045 -夏- 2 | 2012年6月30日  | 2012年7月12日 | ISBN 978-4-04-728128-8 |
| 武装中学生 2045 -夏- 3 | 2012年10月29日 | 2012年11月9日 | ISBN 978-4-04-728420-3 |

#### 登場人物（2045 -夏-）
久坂レイジ（くさか - ）
東都防衛学院の中等部三年一組の生徒。
桐島チヒロ（きりしま - ）
東都防衛学院の中等部三年一組の生徒。
御門ミヤコ（みかど - ）
東都防衛学院の中等部三年二組の生徒。
高城クマグス（たかしろ - ）
東都防衛学院の中等部三年四組の生徒。
八神トワ（やがみ - ）
沖縄で出会う少女。

## 漫画

### 武装中学生
- 原作：野島一成、漫画：PECTONG
- ファミ通コミッククリアで連載。野島ノベルを原作としており、連載時期は過去編の「武装中学生 ZERO」よりも後である。単行本化はされていないがバックナンバーより閲覧可能である。

### 武装中学生 ZERO
- 原作：野島一成、漫画：PECTONG
- ファミ通コミッククリアで連載されており、小説で語られないエピソードが2011年12月22日から漫画化され、プレビュー版として公開されている。コミックスが2012年2月29日に発売された[6]。webコミックでの掲載は名取トウコ主体のプロローグとなるストーリーであるが、コミックス化にあたって黒部カズキのプロローグ編と設定資料集を収録。

| タイトル        | 発売日        | 初版発行日    | ISBN                   |
| --------------- | ------------- | ------------- | ---------------------- |
| 武装中学生 ZERO | 2012年2月29日 | 2012年3月12日 | ISBN 978-4-0472-7880-6 |

### 武装中学生 TRIGGER GENE
- 漫画：夢乃むえ
- Ｅ★エブリスタプレミアムにて2012年5月30日より月二回連載されている。ノベル『武装中学生』から5年後に設定されたストーリー。第15回まで連載されたが単行本は未発売。

### 武装中学生 2045 -夏-
- 原作：岡本タクヤ、漫画：長谷川光司
- 月刊コミックガム2012年11月号にて連載開始された。同タイトル小説版のコミカライズ。

| タイトル               | 発売日         | 初版発行日     | ISBN                   |
| ---------------------- | -------------- | -------------- | ---------------------- |
| 武装中学生 2045 -夏- 1 | 2013年3月25日  | 2013年4月10日  | ISBN 978-4-8470-3845-7 |
| 武装中学生 2045 -夏- 2 | 2013年10月25日 | 2013年11月10日 | ISBN 978-4-8470-3893-8 |
| 武装中学生 2045 -夏- 3 | 2014年3月26日  | 2014年4月10日  | ISBN 978-4-8470-3913-3 |

## ショートアニメ
作品の象徴となるシーンを映像化した3分から5分のショートアニメ。2か月に1度のペースで更新され公式サイトで配信。各話タイトルは2012年12月27日からのGYAO!での再配信からつけられた。

### 製作スタッフ
※以下の担当者の担当話数は、同列末尾の括弧内のもの。
- 監督・絵コンテ・編集 - ロマのフ比嘉
- 脚本 - 野島一成
- アニメーションキャラクターデザイン・作画監督 - 田中誠輝
- 美術設定 - 青山直樹（プロダクション・アイ）
- 色彩設定 - 佐藤裕子（第1話、第2話）

香焼千春（アルビオン）（第1話、第2話、第3話、第4話、第5話）
- 原画 - 田中誠輝（1話）

奥居久明、北村友幸、富山大輔、南東寿幸（第2話）
渡辺佳奈子、重原克也（第3話）
北村友幸、伊藤進也（第4話）
重原克也、長谷川渉（第5話）
- 第二原画 - 渡辺佳奈子、荒木祐、永田善敬、スタジオ・リバティ　荻野貴裕（第2話）

スタジオジャイアンツ、スタジオ・ヴィクトリー（第4話）
小川裕三、渡辺恵理、TNK（第5話）
- 動画チェック - 飯野琢磨（第1話、第2話）

アスリード（第3話、第4話、第5話）
- 動画 - アスリード（第1話、第4話、第5話）

ファンアウト（第2話、第4話、第5話）
神龍（第2話、第3話、第5話）
Triple A（第2話）
ハヤシ株式会社（第4話）
- 色指定・検査 - 佐藤裕子、香焼千春（アルビオン）
- 彩色 - アルビオン（第1話、第2話、第5話）

ファンアウト（第2話、第4話、第5話）
神龍（第2話、第3話、第5話）
Triple A（第2話）
ハヤシ株式会社（第4話）
- 背景 - プロダクション・アイ（第1話、第2話、第3話、第4話、第5話）

スタヂオひまつぶし 楠木（第3話、第5話）
- 撮影・編集 - スタジオアールエフ
- 3DCG - 中林圭　ロマのフ比嘉
- モーショングラフィックス - 佐々木元
- テロップデザイン - ラズグリエイティブ（第5話）
- イラストレーション - 明暮みつどき（第3話）、安藤伸幸（第5話）
- 制作設定 - 冨田知宏
- 制作進行 - 清水雄大（第3話、第4話、第5話）
- 音響監督 - 亀山俊樹
- 効果 - 中野勝博（サウンドボックス）
- 整音 - 内田誠
- 録音スタジオ - STUDIO T&T（第1話、第2話、第3話、第5話）

東京テレビセンター（第2話、第4話）
整音スタジオ（第3話、第5話）
デルファイサウンド（第5話）
- 音響制作担当 - 郷文裕貴（第1話、第2話、第3話、第4話、第5話）

大澤美奈子（第5話）
- 音響制作 - グルーヴ
- 音楽 - 川井憲次
- Strings - 内田輝Strings
- Keyboards & Synth Operate - 川井憲次
- Musician Coordinator - 久松有子
- レコーディングエンジニア - 長谷部智子、松原慧（第1話、第2話、第3話、第4話、第5話）、

北川照明（第3話、第5話）
- レコーディングスタジオ - AUBE STUDIO（第1話、第2話、第3話、第4話、第5話）

SOUND INN（第3話）
AVACO CREATIVE STUDIO（第5話）
- 音楽制作担当 - 安田玲子、仲野智子、奥澤麻由美、大久保絵美
- 音楽制作 - オーブ
- 制作プロデューサー - 平松巨規、梨本恵子、正岡篤
- プロデューサー - 桑島龍一
- アニメーション制作 - アスリード、スタジオアールエフ
- 企画・製作 - エンターブレイン

### 挿入歌
東都防衛学院・校歌『大地よ』
作詞／児島由美
作曲・編曲／川井憲次
歌／杉並児童合唱団
歌唱指導／津嶋麻子

### 放送リスト
| 放送地域 | 配信元             | 配信開始日     | 制作             |
| -------- | ------------------ | -------------- | ---------------- |
| 日本全域 | eb!TV（Youtube内） | 2011年12月22日 | エンターブレイン |

### 各話リスト
3話以降の脚本には野島一成の監修の手が入っている。
| 話数 | タイトル                                                 | 脚本          | 絵コンテ     | 作画監督 |
| ---- | -------------------------------------------------------- | ------------- | ------------ | -------- |
| #1   | 武装中学生 バスケットアーミー 決起の理由                 | 野島一成      | ロマのフ比嘉 | 田中誠輝 |
| #2   | 武装中学生 バスケットアーミー 戦争の犬、トライデント来襲 | 野島一成      | ロマのフ比嘉 | 田中誠輝 |
| #3   | 武装中学生 バスケットアーミー 東都防衛学院の日常と非日常 | ロマのフ比嘉  | ロマのフ比嘉 | 田中誠輝 |
| #4   | 武装中学生 バスケットアーミー 恋愛とスイーツと銃         | 湯浅弘章      | ロマのフ比嘉 | 田中誠輝 |
| #5   | 武装中学生 バスケットアーミー 未来の主導権を賭けて       | ロマのフ 比嘉 | ロマのフ比嘉 | 田中誠輝 |

## オーディオドラマ
登場キャラクターの外伝エピソードを収録した隔週放送のオーディオドラマ。プロローグ編であり『武装中学生 ZERO』としてコミカライズされている。ただしサトシ編・アン編・タロウ編の第四話は本編終了時のあとの時系列である。オーディオドラマではあるが動画サイトGYAO!にて2012年12月20日より4話ずつ週１回順に再公開されていた。

### 製作スタッフ
- 脚本 - 野島一成
- 音楽 - 川井憲次、カワイヒデヒロ[注 2]
- 効果 - 中野勝博
- 技術 - 内田誠
- 演出 - 亀山俊樹

### 放送リスト
| 話数 | タイトル                                                   | 配信日         |
| ---- | ---------------------------------------------------------- | -------------- |
| 1    | 武装中学生 トウコ編 第一話 【告白した日】                  | 2011年12月22日 |
| 2    | 武装中学生 トウコ編 第二話 【無知と無垢】                  | 2011年12月29日 |
| 3    | 武装中学生 トウコ編 第三話 【初恋のはなし】                | 2012年1月12日  |
| 4    | 武装中学生 トウコ編 第四話 【スサノオの誓い】              | 2012年1月26日  |
| 5    | 武装中学生 カズキ編 第一話 【欺瞞】                        | 2012年2月9日   |
| 6    | 武装中学生 カズキ編 第二話 【強くなりたいと決めた日】      | 2012年2月23日  |
| 7    | 武装中学生 カズキ編 第三話 【小さいケンジ】                | 2012年3月8日   |
| 8    | 武装中学生 カズキ編 第四話 【明日の方角】                  | 2012年3月22日  |
| 9    | 武装中学生 ヒカリ編 第一話 【わたしは悪くない】            | 2012年4月12日  |
| 10   | 武装中学生 ヒカリ編 第二話 【ともだちの気持ち】            | 2012年4月26日  |
| 11   | 武装中学生 ヒカリ編 第三話 【落ちこぼれの決意】            | 2012年5月10日  |
| 12   | 武装中学生 ヒカリ編 第四話 【わたしは正しかった】          | 2012年5月24日  |
| 13   | 武装中学生 ナナミ編 第一話【わかれみち】                   | 2012年6月14日  |
| 14   | 武装中学生 ナナミ編 第二話【おいてけぼり】                 | 2012年6月28日  |
| 15   | 武装中学生 ナナミ編 第三話【とおまわり】                   | 2012年7月12日  |
| 16   | 武装中学生 ナナミ編 第四話【おおきなすこし】               | 2012年7月26日  |
| 17   | 武装中学生 ヨウジ編 第一話【松浦アンのこと】               | 2012年8月9日   |
| 18   | 武装中学生 ヨウジ編 第二話【出す宛のないメール】           | 2012年8月23日  |
| 19   | 武装中学生 ヨウジ編 第三話【同類憐れみの令】               | 2012年9月13日  |
| 20   | 武装中学生 ヨウジ編 第四話【リセット】                     | 2012年9月27日  |
| 21   | 武装中学生 サトシ編 第一話【なくしたチャンス】             | 2012年10月11日 |
| 22   | 武装中学生 サトシ編 第二話【お爺ちゃんが遺してくれたもの】 | 2012年10月22日 |
| 23   | 武装中学生 サトシ編 第三話【級友から親友へ】               | 2012年11月8日  |
| 24   | 武装中学生 サトシ編 第四話【もっともっと遠くへ】           | 2012年11月22日 |
| 25   | 武装中学生 アン編 第一話【少女の白日夢】                   | 2012年12月11日 |
| 26   | 武装中学生 アン編 第二話【少女の最低の父親】               | 2012年12月27日 |
| 27   | 武装中学生 アン編 第三話【少女の味方】                     | 2013年1月10日  |
| 28   | 武装中学生 アン編 第四話【少女と少年】                     | 2013年1月24日  |
| 29   | 武装中学生 タロウ編 第一話【俺は――】                       | 2013年2月14日  |
| 30   | 武装中学生 タロウ編 第二話【許す】                         | 2013年2月28日  |
| 31   | 武装中学生 タロウ編 第三話【棚上げ】                       | 2013年3月14日  |
| 32   | 武装中学生 タロウ編 第四話【始まりの日】                   | 2013年3月28日  |

## 掲載記事
「東都防衛学院 生徒会報 月刊ハリネズミ」
とらのあなで配布されている『とらだよ。』に2011年10月から掲載されている。
事件が起こる前の学院生活をキャラクターデザイン・明暮みつどきのイラストとともに綴られる連載。
「武装中学生調査報告書」
公式ブログにさきがけて雑誌『ファミ通』2011年10月6日号から掲載されていた定例コーナー。

## コンテスト一覧
東都防衛学院 新入生募集キャンペーン
アニメイト公式サイト内の『武装中学生』特設サイトから公募された。2011年末から1ヶ月に渡って募集され10日間の選考の元、2012年1月31日に結果発表。選考を通過したキャラクターは公式キャラクターに認定され関連作品に登場。
- 東都防衛学院新入生募集キャンペーン結果

遠藤 長太郎、遠藤 真帆、橘 和美、鳥原 亜紀、一三四 善司、眞柴 想一
オリジナルキャラクター イラスト募集イベント
E★エブリスタ内で公募。「東都防衛学院 新入生募集キャンペーン」にて募集したキャラクター案の元、オリジナルキャラクターにイラストをつける。コンテスト入賞者には入賞御祝が贈られる予定。2012年2月17日正午より募集が開始。当初の募集期間を延長したため選考結果の発表は5月中旬。
『武装中学生』短編小説コンテスト
E★エブリスタ内で公募。アニメイト限定フェア「東都防衛学院 新入生募集キャンペーン」、およびE★エブリスタイベント「オリジナルキャラクターイラスト募集コンテスト」を経て誕生したキャラクターたちを主人公に、オリジナルの短編小説を募集された。
2012年5月31日 - 2012年8月30日にかけて募集され、10月15日まで選考期間となり11月に発表。
物語の舞台となる時間は「2026年4月1日以降」で「東都防衛学院中等部二年二組（二期生）」をキャラクターとして登場させた小説のコンテスト。
『武装中学生』コミック原作大賞
E★エブリスタ内で公募。2013年3月1日 - 20日までエントリーができ、イベント投票ランキングを参考に決勝進出作品が選ばれる。2013年3月22日 - 2013年4月5日にかけて決勝期間となり、イベント投票ランキングによって優勝作品を決定される。募集テーマは「2026年の風景」。
2026年近未来日本という世界観を踏まえていれば、登場人物、舞台や投稿形態（プロットやシナリオ、小説の形など）はすべて自由となっている。小説に登場する人物や、短編小説コンテストで題材となったキャラクターを主人公にすることも自由である。